# Droit du contentieux constitutionnel
 (mars 2025).
Motif : Aucune source démontrant que ce livre répond aux WP:CAAN
- Archive Wikiwix
- Bing
- Cairn
- DuckDuckGo
- E. Universalis
- Gallica
- Google
- G. Books
- G. News
- G. Scholar
- Persée
- Qwant
- (zh) Baidu
- (ru) Yandex
- (wd) trouver des œuvres sur Wikidata

| 1. | Préciser le motif de la pose du bandeau. | Précisez le motif de la pose du bandeau en utilisant la syntaxe suivante : {{admissibilité à vérifier\|date=avril 2025\|motif=remplacez ce texte par le motif}}                                           |
| 2. | Informer les utilisateurs concernés.     | Pensez à avertir le créateur de l'article, par exemple, en insérant le code ci-dessous sur sa page de discussion : {{subst:avertissement admissibilité à vérifier\|Droit du contentieux constitutionnel}} |

 (mars 2025).

Droit du contentieux constitutionnel est un ouvrage écrit par Dominique Rousseau, publié en 1990 puis qui sera réédité à de multiples reprises notamment en 1999 chez Montchrestien pour sa 5e édition.
L'ouvrage prend place entre l'essai d'actualité et le manuel de référence.
L’ouvrage met en lumière les étapes et axes de bouleversement du droit français, en lien avec l’apparition du Conseil constitutionnel.
Il est divisé en quatre parties et aborde : la naissance du Conseil constitutionnel, les principes du contrôle de la constitutionnalité des lois, les grandes politiques jurisprudentielles constitutionnelles et le droit constitutionnel à l'épreuve de la justice constitutionnelle.

## Résumé
Le Conseil constitutionnel est devenu, en une vingtaine d'années seulement, l'institution clé du système politique et juridique français qu'il a, au demeurant, puissamment contribué à transformer. À l'Etat légal fondé sur la souveraineté de la loi a succédé l'État de Droit fondé sur la souveraineté de la Constitution ; à la Constitution simple organisation des pouvoirs publics a succédé la Constitution charte jurisprudentielle des droits et libertés et base de tous les autres droits, public et privé ; à la démocratie majoritaire a succédé la démocratie constitutionnelle... Et toujours au principe de ces transformations, le Conseil constitutionnel.
Qui veut aujourd'hui connaître le Droit par-delà la séparation entre les différentes disciplines juridiques, qui veut observer et analyser le jeu politique de la Ve République ne peut donc ignorer la jurisprudence et le rôle du Conseil constitutionnel. Cet ouvrage a précisément pour objet de proposer, à ce vaste public, une connaissance du Conseil, de ses origines, de sa position actuelle dans le système politique français, de ses méthodes de travail, de ses grandes politiques jurisprudentielles, et finalement, de son rôle dans la construction de l'idée moderne de démocratie.

## Critique
Cette Revue s'inscrit dans une démarche comparatiste, cependant, rares sont les éléments de comparaison avec d’autres justices constitutionnelles.